# Richie Rich (série télévisée)
Pour l’article homonyme, voir Richie Rich (homonymie).
Richie Rich est une série diffusée sur Netflix en 2015 inspirée du comics Richie Rich publié par Harvey Comics.

## Historique
Richie Rich est une sitcom produite par  DreamWorks SKG pour Netflix. Elle est inspirée du comics homonyme publié par  Harvey Comics. Deux saisons sont proposées. La première constituée de 10 épisodes sort le 20 février 2015, la seconde comporte 11 épisodes et sort le 22 mai 2015.

## Synopsis
Richie Rich est un jeune garçon qui a inventé une machine transformant les légumes verts, qu'il déteste, en source d'énergie. Il vend son brevet à une société et devient extrêmement riche. Il s'installe alors dans un manoir avec sa famille et ses meilleurs amis Darcy et Murray ainsi qu'Irona, un robot d'apparence féminine qui lui sert de servante

## Interprètes
- Jake Brennan (VFB : Émilie Guillaume ; VQ : Sébastien René) : Richard "Richie" Rich[1]
- Joshua Carlon (VFB : Thibaut Delmotte ; VQ : Hugolin Chevrette) : Murray
- Jenna Ortega (VFB : Nancy Philippot ; VQ : Geneviève Désilets) : Darcy
- Brooke Wexler (VFB : Mélanie Dermont ; VQ : Éveline Gélinas) : Irona.
- Kiff VandenHeuvel (VFB : Olivier Prémel ; VQ : Pierre Chagnon) : Cliff Rich, père de Richie.
- Lauren Taylor (VFB : Helena Coppejans ; VQ : Marika Lhoumeau) : Harper Rich, sœur de Richie.

Version française
- Direction artistique : Jean-Marc Delhausse
- Adaptation des dialogues : Julie Girardot